# 浅野桜子
浅野 桜子（あさの さくらこ、1998年5月15日 - ）は、静岡県浜松市中央区出身の元女子プロ野球選手（内野手）。

## 人物・経歴
父親と兄の影響で、小学校1年時に「上島北西ソフトボール」に入団しソフトボールを始め、同4年時に女子ソフトボールチーム「浜松ドルフィンズ」に移籍した。浜松市立中部中学校入学を機に同校の軟式野球部に入部した野球に転向、遊撃手でキャプテンを務めた。
京都両洋高等学校に進学、3年時は春の大会でベスト4、西日本大会で優勝した。
2017年、レイアに入団。
2018年に京都フローラへ移籍。二塁手として、ゴールデングラブ賞を受賞。
2019年は愛知ディオーネに移籍し、2年連続でゴールデングラブ賞を受賞。
2020年シーズン限りで女子プロ野球を退団、2021年から始動する女子硬式クラブチーム「阪神タイガース Women」に入団することが発表された。また、これに際して球団の事業本部振興部に配属される球団職員としても入団し、選手としてプレーする傍ら「タイガースアカデミー ベースボールスクール」の専属コーチも務めることとなった。
2024年10月22日、今季限りでの現役引退を発表した。

## 詳細情報

### 年度別打撃成績
| 年 度     | 球 団      | 試 合 | 打 席 | 打 数 | 得 点 | 安 打 | 二 塁 打 | 三 塁 打 | 本 塁 打 | 塁 打 | 打 点 | 盗 塁 | 盗 塁 死 | 犠 打 | 犠 飛 | 四 球 | 敬 遠 | 死 球 | 三 振 | 併 殺 打 | 打 率 | 出 塁 率 | 長 打 率 | O P S |
| --------- | ---------- | ----- | ----- | ----- | ----- | ----- | -------- | -------- | -------- | ----- | ----- | ----- | -------- | ----- | ----- | ----- | ----- | ----- | ----- | -------- | ----- | -------- | -------- | ----- |
| 2017      | レイア     | 5     | 18    | 14    | 2     | 4     | 1        | 0        | 0        | 5     | 1     | 1     | 0        | 1     | 0     | 3     | -     | 0     | 1     | 1        | .286  | .412     | .357     | .769  |
| 2018      | フローラ   | 43    | 142   | 126   | 21    | 41    | 6        | 3        | 0        | 53    | 21    | 5     | 1        | 4     | 0     | 12    | -     | 0     | 12    | 1        | .325  | .384     | .421     | .805  |
| 2019      | ディオーネ | 63    | 169   | 139   | 14    | 31    | 3        | 1        | 0        | 36    | 10    | 7     | 2        | 9     | 1     | 19    | -     | 1     | 21    | 1        | .223  | .319     | .259     | .578  |
| 2020      | ディオーネ | 31    | 111   | 93    | 21    | 33    | 5        | 2        | 0        | 42    | 7     | 17    | 3        | 7     | 0     | 11    | -     | 0     | 14    | 1        | .355  | .423     | .452     | 875   |
| JWBL：4年 | JWBL：4年  | 142   | 438   | 372   | 58    | 109   | 15       | 6        | 0        | 136   | 39    | 30    | 6        | 21    | 1     | 45    | -     | 1     | 48    | 4        | .293  | .372     | .366     | .738  |

- 2020年度シーズン終了時。
- 「-」は記録なし。

### 記録
- 初出場：2017年8月20日、対京都フローラ戦、1番・二塁手
- 初打席・初安打：同上、1回表に小西美加から中前安打

### タイトル
- ゴールデングラブ賞 （二塁手：2018年 - 2019年）
- 最多安打（2020年）

### 背番号
- 35 （2017年）
- 4 （2018年）
- 1 （2019年 - 2024年）